# Sigbert Prais
Sigbert Jon Prais FBA (* 19. Dezember 1928 in Frankfurt am Main; † 22. Februar 2014) war ein deutsch-britischer Wirtschaftswissenschaftler und Mathematiker, der vor dem Nationalsozialismus geflohen war und dafür eintrat, die Standards des Mathematik-Unterrichts in Großbritannien zu erhöhen.

## Leben

### Familiäre Herkunft, Studium, Lehr- und Forschungstätigkeiten
Prais wuchs als ältester von vier Söhnen einer orthodoxen jüdischen Familie in Frankfurt am Main auf und emigrierte mit der Familie nach der Machtergreifung am 30. Januar 1933 durch die NSDAP 1934 nach Großbritannien. Dort gründete sein Vater in Birmingham ein Geschäft zur Herstellung von Metallrahmen und Ornamente für Damenhandtaschen. Er war so enttäuscht darüber, dass er zu seiner dortigen Einschulung keine Schultüte wie die Kinder in seiner deutschen Heimat bekam, dass er später seinen eigenen Kindern zu deren Einschulung zur Verwunderung von deren britischen Klassenkameraden eine Schultüte mit Süßigkeiten überreichte.
Nach dem Besuch der King Edward VI’s School in Birmingham absolvierte er ein Studium der Wirtschaftswissenschaften an der University of Birmingham. Anschließend begann er ein postgraduales Studium im Fach angewandte Ökonomie an der University of Cambridge.
Nach Abschluss seines Studiums wurde Prais Lecturer an der Abteilung für angewandte Ökonomie des Fitzwilliam College der University of Cambridge. 1953 wurde er Fellow der 1932 von dem Unternehmer Alfred Cowles begründeten Cowles Commission for Research in Economics der University of Chicago, wo er zusammen mit C. B. Winsten an der Formulierung der „Prais-Winsten-Schätzung“ (‚Prais-Winsten Estimation‘) arbeitete, einem komplexen mathematischen Verfahren aus der Ökonometrie. Nach seiner Rückkehr nach Großbritannien 1954 nahm er seine Tätigkeit als Lecturer an der University of Cambridge wieder auf und arbeitete dort mit Hendrik Houthakker an einer Studie über Haushaltsausgaben vor dem Zweiten Weltkrieg. Mit dem 1955 unter dem Titel Analysis of Family Budgets veröffentlichten Werk erwarb er einen Doctor of Philosophy (Ph.D.) und legte Grundsteine für etliche spätere Forschungsarbeiten.
Des Weiteren begann er zu dieser Zeit auch seine Tätigkeit als Leitender Forschungswissenschaftler am Nationalen Institut für Wirtschafts- und Sozialforschungs NIESR (National Institute of Economic and Social Research). Unmittelbar darauf begann er zusammen mit Peter Hart eine Forschungsarbeit über das Wachstum britischer Unternehmen, die zur gemeinsamen Veröffentlichung von The Analysis of Business Concentration: A Statistical Approach (1956) führte.
In den 1960er Jahren war Prais mehrere Jahre in der Industrie tätig und dort unter anderem auch Finanzdirektor des von seinem Vater gegründeten Metallverarbeitungsunternehmens in Birmingham, das 1964 einen erfolgreichen Gang an die London Stock Exchange vornahm. Nach seiner Rückkehr zum NIESR befasste er sich vorwiegend mit der Erforschung der Gründe für die relativ schwachen industriellen Leistung Großbritanniens und erkannte bald, dass eines der grundlegenden Ursachen dafür die schwachen Standards in Schul- und Berufsausbildung waren. In der Folgezeit unternahm er zahlreiche internationale Vergleiche zu Bildungsstandards.
Prais, der 1976 The Evolution of Giant Firms in Britain veröffentlichte, wurde 1985 Fellow der British Academy.

### Baker-Arbeitsgruppe und Kritik am Mathematik-Lehrplan 1988
1988 machte Prais Schlagzeilen, als er aus einem Arbeitskreis zum Mathematik-Lehrplan an Schulen zurücktrat, der von Kenneth Baker, dem Bildungsminister der Conservative Party, einberufen wurde. Die 14-köpfige Arbeitsgruppe war erst ein Jahr zuvor gegründet worden und hatte den Auftrag zu bestimmen, wie Mathematik vor dem Hintergrund einer wachsenden Feststellung unterrichtet werden sollte, dass britische Schulkinder von durchschnittlicher und unterdurchschnittlicher Begabung hinter den Vergleichsgruppen in der Bundesrepublik Deutschland und Japan zurückfielen. Als der Arbeitskreis im Dezember 1987 seinen Bericht vorlegte, so es weitgehend so aus, als ob dieser verfasst wurde, um traditionelle Vorurteile zu bestätigen. Die Mitglieder schlussfolgerten, dass es mehr in der Mathematik als Rechnen gab und eine größere Konzentration auf die Arithmetik „die Entwicklung der Schüler verarmen würde“ (‚would be to impoverish the development of the pupil‘). Des Weiteren kam man zum Ergebnis, dass ein früherer Zugriff der Schüler auf Taschenrechner „deren Verständnis und Gefühl für Zahlen beschleunigen könnte“ (‚accelerate their understanding of and feeling for numbers‘).
Als sich Minister Baker von dem Bericht distanzierte, verfasste Prais einen abweichenden Bericht, der die Feststellungen der anderen Arbeitskreismitglieder stark kritisierte. Er setzte sich dafür ein, dass die Grundrechenarten, eines der Gebiete, auf denen die britischen Schüler am schlechtesten abschnitten, von übergeordneter Bedeutung sei, und fügte hinzu, dass Taschenrechner zu oft benutzt werden, um die Notwendigkeit zur Abhilfe dieser Schwächen zu vermeiden. Nachdem er zurückgetreten war, beschwerte er sich darüber, dass die Arbeitsgruppe von den Bildungsinstitutionen „überfallen“ wurde, von denen die meisten keine Kenntnis von der Geschäftswelt hätten.
Ausgestattet mit beschämenden Vergleichen konnte Prais aufzeigen, wie schwach britische Schüler bei formellen Tests mit Schülern anderer Länder abgeschnitten. So konnten beispielsweise 69 Prozent der 16-jährigen deutschen Schüler in der unteren Hälfte der Befähigungsskala eine relativ einfache Brüche enthaltene Division (18 3/5 geteilt 7 3/4) beantworten, während nur 40 aller britischen Kinder und sogar nur 13 Prozent der Kinder in der unteren Hälfte der Befähigungsskala die Aufgabe lösen konnten, da derartiges Rechnen als unpassend für weniger begabte Kinder angesehen wurde. Daraufhin kritisierte er scharf:
„Dies ist das, was unser Schulsystem herausbringt. Und die Pandits der Bildung werden wahrscheinlich antworten: ‚Wir sind sehr froh, dass wir die Gehirne unserer Kinder mit diesen Fragen zumüllen.‘“
‚This is what our schooling system turns out. And our pundits of education would probably reply: „We’re very glad we are not wasting our children’s minds with these questions“.‘
Als Ergebnis daraus verfügte Großbritannien über einen weitaus geringeren Bestand an Schulabgängern, die mit den für einen Beruf notwendigen Fähigkeiten ausgestattet waren.

### Wegbereiter desNational Numeracy Project
1996 veröffentlichte Prais zusammen mit Helvia Bierhoff, die ebenfalls als Forscherin am NIESR tätig war, das Buch From School to Productive Work, eine vollkommen vernichtende Darstellung der Standards der Berufsausbildung in Großbritannien im Vergleich zur Schweiz. Diese führte dazu, dass er von der Schulbehörde im London Borough of Barking and Dagenham eingeladen wurde, mitzuhelfen die Standards in der Schulausbildung anzuheben. Die Schulbehörde war besorgt über das schwache Erreichen der örtlichen Kinder, von denen viele erhofften, einen Arbeitsplatz im Ford-Werk in Dagenham zu bekommen, aber dort im Vergleich zu anderen Schulabgängern aus Europa unterbefähigt waren.
Als Konsequenz daraus wurde ein Pilotprojekt begründet, das versuchte, die schweizerischen Methoden des Rechenunterrichts in Grundschulen in die Grundschulen des London Borough einzuarbeiten. Die Ergebnisse waren so beeindruckend, dass sie zur Einführung des Nationalen Rechenprojekts (National Numeracy Project) unter der konservativen Regierung von Premierminister John Major und anschließend zur Rechen-Task Force der Labour-Party-Regierung von Premierminister Tony Blair beitrugen.
Generell gesehen blieb das vergleichsweise schwache Abschneiden britischer Schüler aber auch weiterhin unlösbar. Noch im Februar 2014 stellte ein Bericht der OECD heraus, dass die Kinder von Fabrikarbeitern und Reinigungskräften in der Volksrepublik China bessere Abschlüsse erhielten als der Nachwuchs britischer Rechtsanwälte und Ärzte.

## Veröffentlichungen
- The analysis of family budgets, with an application to two British surveys conducted in 1937-39 and their detailed results, 1955
- The social-class structure of Anglo-Jewry 1961, 1961
- A sample survey on Jewish education in London, 1972-73, 1975
- The evolution of giant firms in Britain, 1976
- Big or small business, 1981
- Productivity and industrial structure, 1981
- Is informal school teaching bad, 1982
- Schooling or experience, 1982
- Schooling standards in Britain and Germany, 1983
- Some practical aspects of human capital investment, 1983
- The stock of machinery in Britain Germany and the United States, 1984
- Vocational training in France and Britain, 1985
- Educating for productivity, 1986
- Grouping and teaching efficiency in a normal school-class, 1986
- Pre-vocational schooling in Europe today, 1991
- Economic performance and education, 1993
- Productivity, education, and training, 1995
- School-readiness, whole-class teaching and pupils' mathematical attainments, 1997